# Flip et compagnie
Flip et compagnie est une série télévisée jeunesse québécoise en cinq épisodes de 25 minutes diffusée entre le 8 mars et le 5 avril 1971 à la Télévision de Radio-Canada.

## Synopsis
« À travers les personnages et les situations, les enfants verront sans doute comment se comporte le bon citoyen face aux embûches que lui tendent les mauvais citoyens. Le personnage de Flip, par exemple, représente l'enfant, un enfant en contact étroit avec les éléments et la nature… Flip parle au vent, et pour lui les objets inanimés ont une âme. Flip fait face à Madame de Feu, une enragée "consommatrice"; à Cratie, le pur matérialiste, et à Sam, un exploiteur naïf assez souvent exploité à son tour. Quant à I'ordinateur Téléa, c'est une machine extraordinaire mais comme toutes les machines, plutôt bête puisqu'elle ne raisonne évidemment pas ».

## Distribution
- Hubert Gagnon : Flip
- Hélène Loiselle : Madame de Feu
- Jean-Louis Millette : Sam
- Jean-Louis Paris : M. Cratie

## Fiche technique
- Scénarisation : Marc-F. Gélinas
- Réalisation : André Pagé
- Costumes : Christiane Chartier
- Décors : Pierre Desgranges
- Musique : Herbert Ruff
- Société de production : Société Radio-Canada

## Épisodes
Uniquement cinq épisodes ont été réalisés.
1. « Le Moulin à $ ». Monsieur Cratie essouffle le vent qu’il a achetés à monsieur Sam. Diffusion : le lundi 8 mars 1971. (premier épisode)
2. « Le printemps est arrivé ». Sam n’a pas encore écoulé sa marchandise d’hiver et veut le faire avant que les autres ne se rendent compte que le printemps est arrivé. Il camoufle les signes du printemps. Diffusion : le lundi 15 mars 1971.
3. « Les Souvenirs ». Sam et Cratie vendent des réfrigérateurs garantis pour 28 jours et demi. La garantie finie, les frigos explosent. Flip trouve cette tactique malhonnête et désagréable. Diffusion : le lundi 22 mars 1971.
4. « Du soleil à vendre ». Il n’y a plus de vrai soleil parce que l’usine à fabriquer les céréales soleil de Sam fait trop de fumée et les céréales trop de retombées. Diffusion : le lundi 29 mars 1971.
5. « Le bonheur est un rouleau compresseur ». Sam vend un rouleau compresseur à Cratie alors que c’est madame de Feu qui voulait l’avoir. Son désir est tel qu’elle en fait du somnambulisme et démolit la maison chez Cratie. Diffusion : le lundi 5 avril 1971. (dernier épisode)

Source : Ici Radio-Canada - horaire de la télévision